# Deferoxamina
La deferoxamina, también conocida como desferrioxamina, DFO, DFOA y desferal, es un agente quelante utilizado para promover la remoción del exceso de hierro en el organismo. Se une al hierro libre de la sangre para que su excesiva cantidad no cause daño a órganos o tejidos. Los quelatos se eliminan vía urinarias (Tratamiento de ciertos tipos de cáncer, como cáncer de testículo, ovario y vejiga). Se administra mediante inyección intraomuscular, vena, o bajo la piel. Es un producto natural aislado de Streptomyces pilosus.

## Origen
La deferoxamina fue aislada en 1960 como quelato de hierro de Streptomyces pilosus el cual produce un sideróforo de nombre ferrioxamina B. El quelato posteriormente se trata por medios químicos para liberar el ligando libre del hierro. De este modo, la ferrioxamina se aísla y se purifica la forma deferoxamina. 

## Acciones y propiedades
La deferoxamina tiene una gran afinidad por el ion férrico Fe3+ del hierro (Ka=1031) y una gran ventaja es que no posee mucha afinidad por el ion calcio (Ka=102). Existe evidencia que las enzimas participantes en la respiración mitocondrial son el blanco principal de la intoxicación aguda por hierro.
Estudios in vitro han mostrado que la deferoxamina en forma de mesilato, remueve el hierro de la hemosiderina, la ferritina y, en menor cantidad, de la transferrina. El hierro que se encuentra en la hemoglobina o los citocromos son dejados intactos.

## Farmacocinética
La deferoxamina se absorbe muy poco tras la administración oral, por lo que en la mayoría de los casos se requiere una administración parenteral ya sea intravenosa (IV), intramuscular (IM) o subcutánea (SC). Es metabolizada principalmente por enzimas del plasma sanguíneo para que de aquí, pueda excretarse por vía renal.

## Efectos colaterales y advertencias
La deferoxamina, a pesar de su eficacia, puede causar reacciones alérgicas que pueden presentarse con prurito, verdugones y anafilaxia. Otros efectos adversos incluyen disuria, malestar abdominal, diarrea, fiebre, calambres en las piernas y taquicardia. Se han reportado y registrado casos ocasionales de cataratas.
En terapias a largo plazo y a dosis elevadas, en talasemia dependiente de transfusiones, la deferoxamina puede causar neurotoxicidad. Se han podido observar y describir cambios tanto visuales como auditivos.

## Contraindicaciones
Las personas con insuficiencia renal y anuria deben evitar el uso del fármaco. Puede emplearse en las mujeres embarazadas siempre y cuando haya una indicación firme. La deferoxamina no está recomendada en hemocromatosis primaria, aunque es eficaz en las hemocromatosis secundarias o cuando no son posibles las flebotomías.

## Indicaciones
En la intoxicación aguda por hierro se prefiere la administración intramuscular a menos que el paciente esté en choque. Las dosis se continúan en intervalos de 4 - 12 horas según la respuesta clínica. Si el paciente está en choque se utilizará la vía intravenosa. 
El tratamiento con este agente es útil en pacientes con algunos tipos de anemias crónicas, talasemia y Síndrome mielodisplásico, quienes requieren múltiples trasfusiones de sangre incrementando los niveles de hierro en el cuerpo. En la talasemia se emplea la vía intramuscular. Se ha notado que la vía subcutánea continua es casi tan efectiva como la vía intravenosa.
La deferoxamina también puede emplearse para quelatar el aluminio en pacientes en diálisis.

## Otros usos
Algunos autores se han enfocado en el papel de la deferoxamina como antioxidante y captador de radicales libres en intoxicaciones diferentes a las de hierro. Sin embargo, estas propiedades siguen sin ser comprobadas.

## Interacciones
La vitamina C puede aumentar los efectos adversos de la deferoxamina.

## Presentaciones
La deferoxamina se presenta en forma de ampolletas conteniendo 500 mg de la droga para la aplicación vía Intramuscular, intravenosa y subcutánea.